# Suryo Nugroho
Suryo Nugroho (17 de abril de 1995) es un deportista indonesio que compite en bádminton adaptado. Ganó dos medallas en los Juegos Paralímpicos de Verano, bronce en  Tokio 2020 y plata en París 2024.

## Palmarés internacional
| Juegos Paralímpicos | Juegos Paralímpicos | Juegos Paralímpicos | Juegos Paralímpicos |
| Año                 | Lugar               | Medalla             | Prueba              |
| ------------------- | ------------------- | ------------------- | ------------------- |
| 2020                | Tokio (Japón)       | Medalla de bronce   | Individual SU5      |
| 2024                | París (Francia)     | Medalla de plata    | Individual SU5      |